# Župnija Stari trg pri Slovenj Gradcu
Župnija Stari trg pri Slovenj Gradcu je rimskokatoliška teritorialna župnija dekanije Stari trg koroškega naddekanata, ki je del nadškofije Maribor.